# Naringina
La naringina es un flavonoide (flavanona glicosilada) que se extrae de la cáscara de algunos Citrus (Citrus paradisi, Citrus aurantium) y es el principal responsable de su sabor amargo. Está presente también en la pulpa de los frutos, en hojas, flores y semillas de la planta. 
Algunos estudios sugieren que la biosíntesis de naringina, como la de otras flavanonas, está influenciada por factores ambientales y genéticos, determinando variaciones en los niveles de concentración de estos compuestos, estimando entre 15 a 18 g por kg de cáscara fresca de pomelo como valor frecuente de concentración. Además, la cantidad en cáscara varía de mayor a menor en frutos inmaduros y maduros respectivamente.

## Usos
Usada en la industria de los alimentos para dar sabor a golosinas, bebidas y productos de panadería, actualmente, su estudio sigue vigente por su propiedad antioxidante como estabilizante de aceites, antimutagénico, y como precursor del compuesto naringina dihidrochalcona por su importante capacidad endulzante y para su aplicación potencial como edulcorante.
Por otra parte, la naringina es el flavonoide que contribuye en mayor medida a dar sabor amargo a los jugos comerciales de pomelo, lo que ha dado lugar a estudios tanto sobre la caracterización de estos según su concentración de naringina como sobre la posible neutralización de su sabor en dichos productos alimenticios.
A partir de la naringina natural es obtenida la naringenina mediante hidrólisis ácida, otro flavonoide que tiene propiedades nutricionales y farmacológicas. Recientes estudios sugieren que la naringenina podría tener un efecto beneficioso en casos de pacientes con fibrosis pulmonar.